# Karl Stephan (Politiker)
Karl Peter Stephan (* 15. Juni 1853 in Heßloch; † 17. Juni 1927 in Worms) war ein deutscher Jurist, hessischer Politiker (NLP) und Abgeordneter der 2. Kammer der Landstände des Großherzogtums Hessen.
Karl Stephan war der Sohn des Landwirts und Bürgermeisters Peter Stephan III. und dessen Ehefrau Katharina, geborene Madler. Stephan, der alt-katholischen Glaubens war, heiratete Bertha Barbara geborene Schmidt. Der gemeinsame Sohn Rudi (1887–1915) wurde Komponist.
Er studierte ab 1872 an der TH Darmstadt, 1873 bis 1876 an der Universität Gießen und Universität Leipzig Rechtswissenschaften und wurde zum Dr. jur. promoviert. Ab 1879 war er Rechtsanwalt in Worms, wo er später zum Justizrat ernannt wurde.
Von 1911 bis 1918 gehörte er der Zweiten Kammer der Landstände an. Er wurde für den Wahlbezirk Rheinhessen 16/Worms II. gewählt. 1887 bis 1908 war er Stadtverordneter in Worms.